# Kostas Papanikolaou
Konstantinos "Kostas" Papanikolaou (grego:Κωνσταντίνος "Κώστας" Παπανικολάου) (Trikala, 31 de julho de 1990) é um basquetebolista profissional grego que atualmente joga na HEBA Basket e Euroliga pelo Olympiacos Pireu. O atleta possui 2,04m e atua na posição Ala. 